# Madeleine Marion
Madeleine Marion (23 april 1929 - 10 maart 2010) was een Frans actrice. Marion studeerde aan de "Conservatoire national supérieur d'art dramatique" in de klas van Béatrix Dussane. Zij had een lange carrière als toneelactrice en werd in 2002 lid van de Comédie Française. Zij speelde ook mee in verschillende films.

## Filmografie
- 1959: Macbeth van Claude Barma
- 1959: Le Testament du docteur Cordelier van Jean Renoir
- 1964: Déclic et des claques van Philippe Clair
- 1966: Équivoque 1900 court métrage documentaire van Monique Lepeuve
- 1967: Une femme douce van Robert Bresson
- 1986: L'État de grâce van Jacques Rouffio
- 1986: Poker van Catherine Corsini
- 1985: Le Soulier de satin van Manoel de Oliveira
- 1988: Cinéma van Philippe Lefebvre
- 1990: Cyrano de Bergerac van Jean-Paul Rappeneau
- 1994: La Vie de Marianne van Benoît Jacquot
- 1998: Papa est monté au ciel van Jacques Renard
- 2007: Robert Wilson et Amira Casar documentaire van Mathilde Bonnefoy